# Cesson
Cesson är en kommun i departementet Seine-et-Marne i regionen Île-de-France i norra Frankrike. Kommunen ligger i kantonen Le Mée-sur-Seine som tillhör arrondissementet Melun. År 2022 hade Cesson 11 141 invånare.

## Befolkningsutveckling
Antalet invånare i kommunen Cesson
| Referens: INSEE |